# Geü
Der Geü (auch Géu geschrieben) ist ein Fluss in Frankreich, der im Département Pyrénées-Atlantiques in der Region Nouvelle-Aquitaine verläuft. Er entspringt im Gemeindegebiet von Lucq-de-Béarn, entwässert generell Richtung Nord bis Nordwest und mündet nach rund 23 Kilometern nahe Maslacq, jedoch bereits im Gemeindegebiet von Mont, als linker Nebenfluss in einen Seitenarm des Gave de Pau.

## Orte am Fluss
(Reihenfolge in Fließrichtung)
- Mourenx
- Lagor
- Maslacq